# Cronaca di Weidner

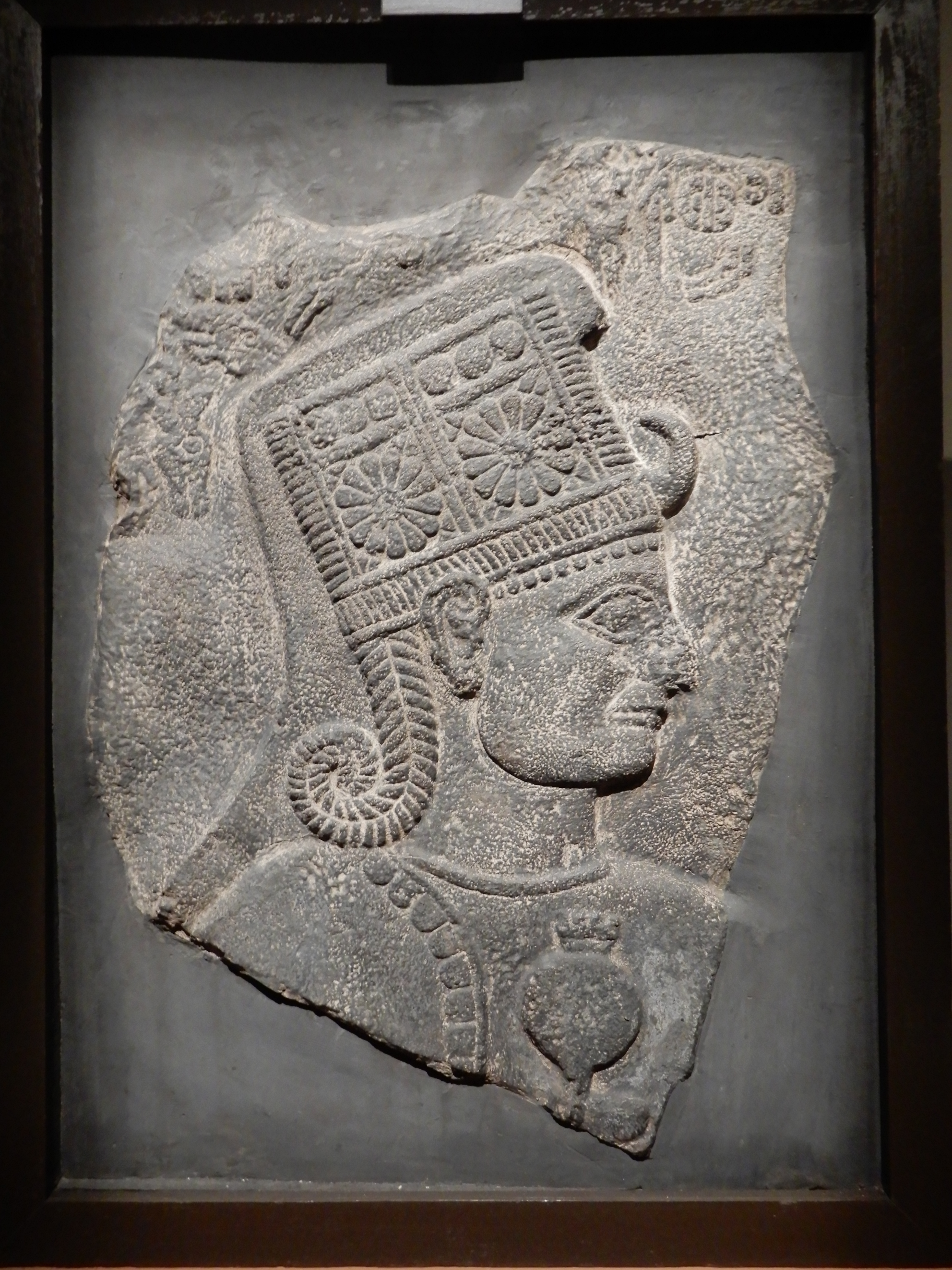
Kubaba, a cui Marduk ha assegnato il governo del mondo intero, secondo la Cronaca di Weidner.

La Cronaca di Weidner (o Cronaca di Esagila, numerata ABC 19 da Albert Kirk Grayson e CM 38 da Jean-Jacques Glassner) è una cronaca babilonese del terzo millennio contenente un testo a carattere religioso.
La cronaca è atipica per il tipo di opera letteraria: infatti il testo è organizzato come una lettera fra due sovrani nel quale il mittente, Damiq-ilišu di Isin elenca i benefici ricevuti dagli antichi sovrani che hanno sacrificato a Marduk, il dio supremo del pantheon babilonese. In seguito, dettaglia le disgrazie di quei re che hanno governato ingiustamente, in contrasto col volere divino.
Il testo è raccolto in diverse tavolette d'argilla. Alcune provengono dalla libreria del palazzo neo-assiro di Assur, altre dalla libreria del tempio neo-babilonese di Sippar o da una biblioteca ellenistica ad Uruk. La Cronaca era usata come testo scolastico e ciò ha favorito la sua diffusione.

## Datazione
Sebbene la datazione sia incerta, gli studiosi datano quest'opera al regno di Hammurabi. Con la presa di Isin da parte del sovrano nel 1787 a.C. si unificarono i paesi di Sumer e di Akkad, ponendo fine all'ultima dinastia sumerica di Isin e a ogni velleità di indipendenza delle antiche città-stato sumere. Babilonia, dal nome della capitale, assunse le caratteristiche di regione unitaria, che si andrà a contrapporre, più tardi, alla settentrionale Assiria. Il testo potrebbe quindi essere stato redatto con un intento pacifico, dimostrando alle popolazioni soggiogate che il volere degli dei è al di sopra di quello dei re e che Marduk e Gula avevano favorito la conquista da parte di Babilonia.
La lingua usata, vicina al neo-babilonese, suggerisce che il testo possa essere stato redatto in un secondo momento, in una data più recente rispetto al XVIII secolo inizialmente ipotizzato.

## Il testo
La cronaca è attribuita a Damiq-ilišu di Isin, che ha governato dal 1816 al 1794 a.C. Egli scrive ad Apil-Sin di Babilonia, il cui regno è durato dal 1830 al 1813 a.C., delle benedizioni che gli dei hanno elargito ai re che hanno sacrificato a Marduk all'Esagila, il tempio centrale del suo culto sito in Babilonia. Lo scrivente apre l'opera descrivendo una visione che ha avuto della dea Gula.
Dopo la riga 30, il testo muta in ciò che somiglia più ad una cronaca. Vengono menzionati regnanti babilonesi e le opere che hanno compiuto. La Cronaca di Weidner narra di avvenimenti che iniziano con i leggendari Aka di Kish e Enmerkar di Uruk nel XXVII secolo a.C., per poi concludersi con un augurio a Sumu-la-el, re di Babilonia nel XIX secolo a.C.